# Oligoclada stenoptera
Oligoclada stenoptera – gatunek ważki z rodziny ważkowatych (Libellulidae). Występuje na terenie Ameryki Południowej.